# Dwayne Allen
Dwayne Allen (Fayetteville, 24 dicembre 1990) è un giocatore di football americano statunitense che gioca nel ruolo di tight end per i New England Patriots della National Football League (NFL). Fu scelto dagli Indianapolis Colts nel corso del terzo giro (64º assoluto) del Draft NFL 2012. Al college ha giocato a football a Clemson venendo nominato All-American.

## Carriera professionistica

### Indianapolis Colts

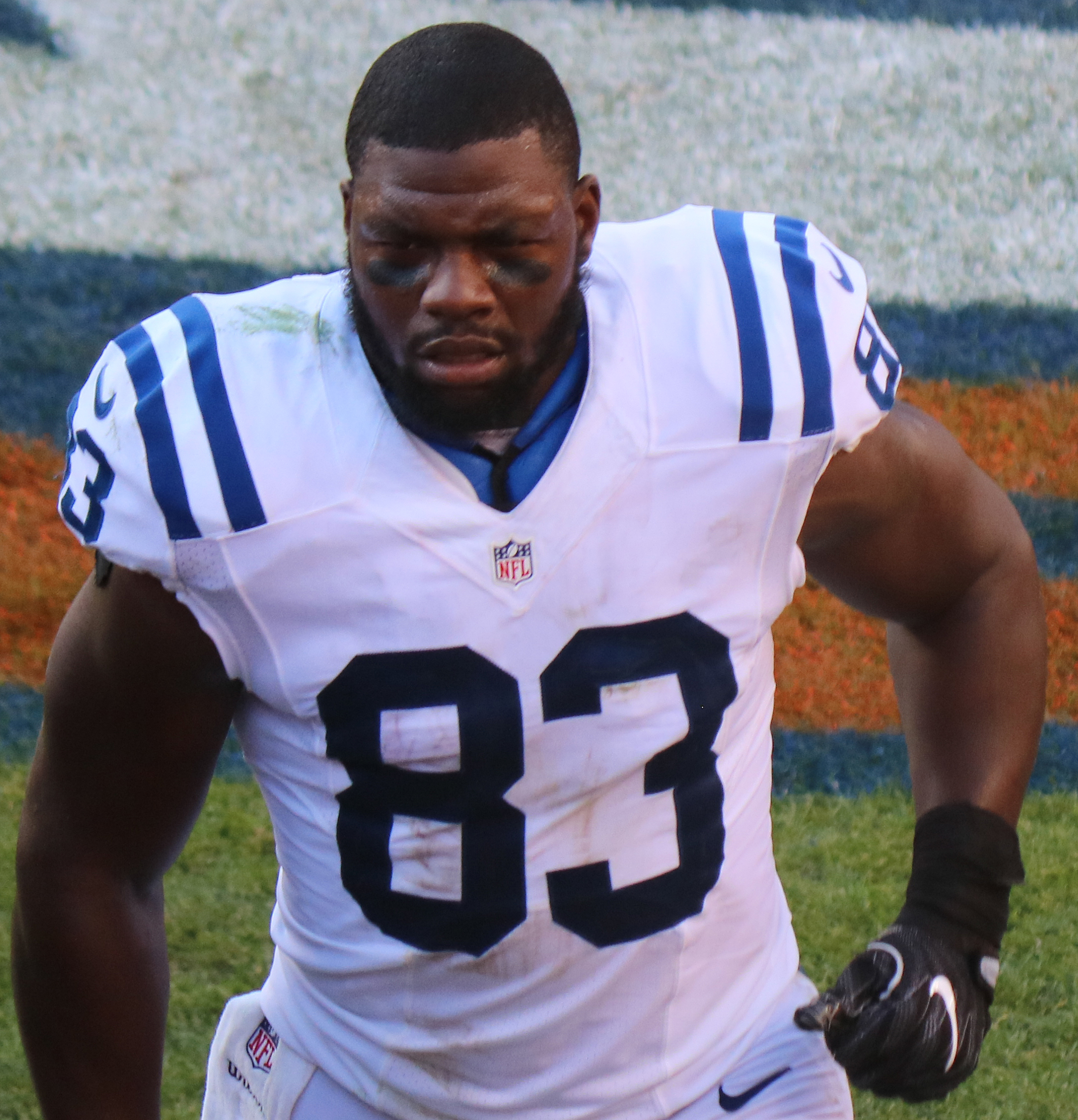
Allen nel 2016 coi Colts

Considerato uno dei migliori tra i tight end nel Draft NFL 2012, Allen, chiamato come 64º assoluto, fu il secondo giocatore scelto in tale ruolo, entrambi selezionati dai Colts. Il primo touchdown su ricezione della carriera lo segnò nella settimana 2 contro i Minnesota Vikings. Un altro lo segnò nella settimana 5 contro i Green Bay Packers mentre il terzo nella settimana 15 contro gli Houston Texans. La sua stagione da rookie si concluse con 521 yard ricevute e 3 touchdown giocando tutte le 16 gare come titolare.
Nella prima gara della stagione 2013, Allen segnò un touchdown nella vittoria sugli Oakland Raiders ma fu inserito in lista infortunati in seguito ad un infortunio all'anca rimediato nel match, rimanendo fuori per tutto il resto della stagione.
Tornato in campo nella settimana 1 della stagione 2014, segnò tre touchdown nelle prime quattro giornate. Nel quindicesimo turno contro i Texans segnò il suo settimo stagionale, coi Colts che si aggiudicarono matematicamente la vittoria della propria division. Tornò a segnare nel secondo turno di playoff dove i Colts batterono in trasferta i Denver Broncos, qualificandosi per la finale della AFC.

### New England Patriots
Il 9 marzo 2017, Allen fu scambiato con i New England Patriots. Alla fine della stagione 2018 vinse il Super Bowl LIII battendo i Los Angeles Rams per 13-3.

## Palmarès

### Franchigia
- Super Bowl : 1

New England Patriots: LIII
- American Football Conference Championship: 2

New England Patriots: 2017, 2018

### Individuale
- PFWA All-Rookie Team - 2012